# ロジャー・テイラー

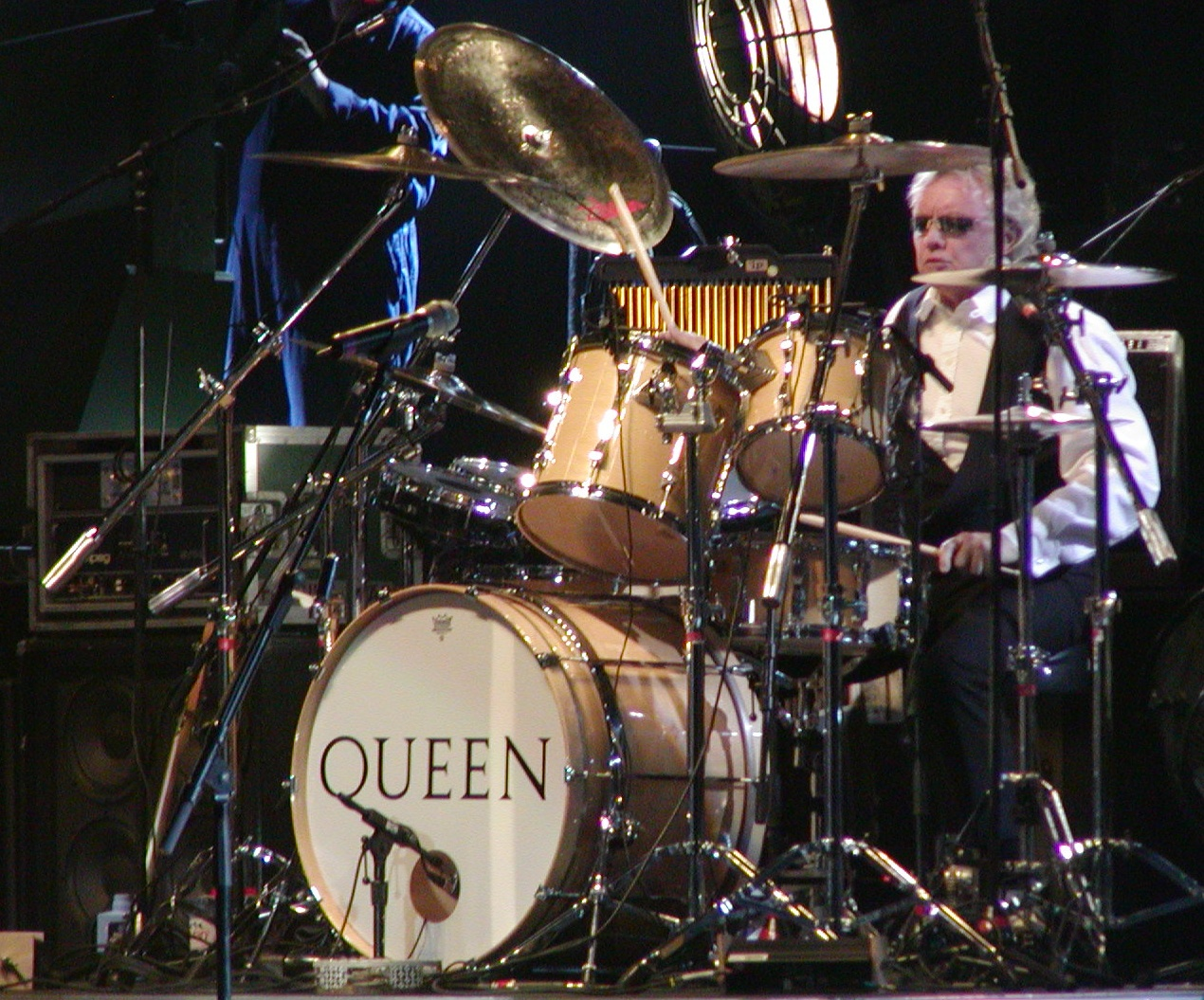
2005年クイーン+ポール・ロジャースのドイツ・フランクフルトでのコンサートより

ロジャー・メドウス・テイラー（英語: Roger Meddows Taylor OBE、1949年7月26日 - ）は、イギリスのミュージシャン。ロックバンド、クイーンのドラマー。
1973年、アルバム『戦慄の王女』でデビュー。クイーンではドラムスのほかにコーラスや、一部の曲でボーカルも担当している。ドラムの他にはベースやギター、キーボードなども演奏するマルチプレイヤーでもあり、メンバーの中ではソロデビューも一番早かった。デビューアルバムから一貫してバンドに楽曲を提供しており、自身の曲においてはリードボーカルをとることが多かった。作曲家としては80年代に入ってからビッグヒットを飛ばしており、クイーンの「RADIO GA GA」、「カインド・オブ・マジック」、「ヘヴン・フォー・エヴリワン」などのヒット曲を提供している。
クイーンとは別に、ソロ活動やザ・クロスというバンドを結成しての活動も行っていた。フレディ・マーキュリーの死後もクイーン+ポール・ロジャースやクイーン+アダム・ランバートとして活躍するなど、現役ミュージシャンとして活動を続けている。
「ローリング・ストーン誌の選ぶ歴史上最も偉大な100人のドラマー」において74位。

## 経歴

### 幼少期からスマイル結成まで
1949年7月26日にノーフォークで生まれる。数年後にはコーンウォールに引っ越す。8歳のときには、ウクレレを独学で演奏するようになる。またこの頃から、学校で当時流行していたスキッフルを友人たちと演奏していたという。1960年に、彼は音楽奨学金でトルロ大聖堂学校に加わり、聖歌隊として結婚式やクリスマスなどのあらゆるイベントで歌うことになる。
また当初はギターを演奏していたが、徐々にその関心はドラムスの方へと移っていく。1965年には地元のシンガーのバックバンド「ジョニー・クエイル&ザ・リアクションズ」というバンドに加入。その後「ザ・リアクションズ」単独としても活動し、ロジャーはボーカル兼ドラムスとしてローリング・ストーンズやボブ・ディラン、ジェームズ・ブラウン、オーティス・レディングなどをカバーしていた。後にロジャーがロンドン・ホスピタル・メディカル・カレッジに進学したため、リアクションズは自然消滅。しかしロジャーは「一生分の歯を見た」、「解剖授業が気持ち悪い」などという理由で、2年後にノース・ロンドン工芸大学に入学し直し、生物学を専攻、最終的には学科の理学士号を取得した。そしてこの頃に見つけたのが、1968年にブライアン・メイが出した「ミッチ・ミッチェル（ジミ・ヘンドリックス・エクスペリエンス）やジンジャー・ベイカー（クリーム）のようなドラマーを求む」というメンバー募集の広告だった。

### スマイル
この広告を見て、ロジャーは「スマイル」というバンドの結成にいたる。スマイルのメンバーはロジャーとブライアン・メイ、ヴォーカル兼ベースのティム・スタッフェルの3人だった。スマイルは、ビートルズのアップル・レコードにデモテープを送ったが採用されなかった。その後アメリカのマーキュリー・レコードとの契約にこぎつけシングル1枚をリリースしたが反響は全くなく、ティムがスマイルに見切りをつけ、他のバンドに加入するために脱退する。そこにフレディ・マーキュリーが加わることで、クイーン結成へつながっていく。

### クイーン
クイーン初期においては、フレディ・マーキュリーやブライアン・メイが作る典型的クイーンサウンドとは異なるロック色の強い楽曲をアルバム毎に1、2曲提供し、ロッド・スチュワートにも比較されるハスキーな声でリードヴォーカルもとった。代表的な曲として、『オペラ座の夜』に収録された「アイム・イン・ラヴ・ウィズ・マイ・カー」などが挙げられる。また自分がヴォーカルをとらない際には、少年時代に聖歌隊で磨いた高音で、ドラミングをしながらのバックコーラスに徹した。
それゆえ、ヒット曲を出すのはクイーンのメンバー中最も遅かったが、1980年代になると、自身が作詞作曲した「RADIO GA GA」が全英2位、19カ国で1位という大ヒットを記録し、それ以降も「カインド・オブ・マジック」、「インビジブル・マン」（作詞作曲のクレジットはクイーン名義だが、ロジャー作）などポップ路線のヒットを連発し、後期クイーンにおいてはヒットメーカーとなった。また、フレディ存命時のラストアルバム『イニュエンドウ』においても、「輝ける日々」（これもクレジットはクイーン名義だがロジャーであることが後年のインタビューなどで判明）や、タイトル曲の歌詞も主にロジャーがまとめたと言われている。このように、ロジャーは徐々にソングライターとして成長し、クイーン内での発言力を増していったことが窺える。

### ソロ活動開始
クイーンのメンバーで最もソロ活動に積極的だったのはロジャーであった。ロジャーは、1977年に自費で限定3000枚の初シングル「アイ・ウォナ・テスティファイ」を発表し、クイーンのメンバーとしては最初にソロ・デビューを果たす。
1981年には、ほぼ全ての楽器を自身で演奏した初のソロアルバム『ファン・イン・スペース』を、1984年には、セカンドアルバム『ストレンジ・フロンティア』（当時の邦題は『ロックンロール・フロンティア』）を発表。これらのソロ活動においてロジャーは、娯楽としてのロックを追求したクイーンとは一線を画し、反核ソングや、プロテストソングの大御所であるボブ・ディランの曲をカバーするなどして、社会派としての路線をうかがわせた。

### ザ・クロス

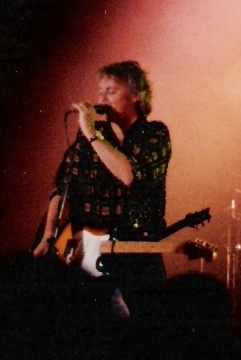
ザ・クロスでギターを弾くロジャー

クイーンが活動を小休止していた1987年には、オーディションでメンバーを集めて「ザ・クロス」を結成。このバンドにおいて、ロジャーはドラムスではなく、リードヴォーカルとリズムギターを担当した。当初ザ・クロスは、ロジャーがライヴを行う際のバックバンド的な役割で結成されたようで、ファーストアルバム『夢の大陸横断（原題：Shove It）』は全曲ロジャーの手によるもので、ほとんどの楽器をロジャーが演奏したものであった。他メンバーは演奏にはほとんど参加しておらず、当時流行していたダンス風の影響を受けたロック曲が中心となっていたが、フレディがゲストヴォーカルで参加した「ヘヴン・フォー・エヴリワン」は、後にクイーンのラスト・アルバム『メイド・イン・ヘヴン』でリメイクされた（なお、アメリカ盤の『夢の大陸横断』でのみ、ロジャー本人のメインヴォーカルバージョンによる「ヘヴン・フォー・エヴリワン」が聴ける。他の地域はすべてフレディのバージョンである）。
しかし1989年発表の『マッド・バッド・ロックンローラー（原題：MAD, BAD and Dangerous to Know）』では他メンバーも作曲・演奏に参加し、ストレートなロックアルバムに仕上がった。しかしこのアルバムはイギリスでチャートインできず、結果的にラストアルバムとなった『ブルー・ロック』は、本国イギリスやアメリカでは発売すらされず、結局ドイツと日本のみでリリースされた。
結局計3枚のアルバムを発表したザ・クロスは、クイーンとは異なるストレートなロックンロールを追求したバンドだったが、商業的な成功には程遠いまま解散してしまった。それ故、今となってはザ・クロスのアルバムはコレクターズアイテムとなっており、復刻が待たれているところである。

### 再びソロへ
フレディの死後、ザ・クロスを解散させたロジャーは再びソロ活動を開始。1994年に3rdソロアルバム『ハピネス?』を発表。アルバムはフレディの死後制作されたこともあってか全体的に静かなトーンで統一されており、ネオナチを非難した「ナチス1994」やX JAPANのYOSHIKIと競演した「Foreign Sand」も話題となった。
1998年には、4th『エレクトリック・ファイアー』を発表。ジョン・レノンの「労働階級の英雄」のカバーも収録されたこのアルバム発表にあわせて、ロジャーの別荘の敷地内にある納屋で行われた「サイバーバーン・ライヴ」は当時としては画期的なインターネットで生中継され、その場でギネスからアクセス数の新記録の認定を受けた。
ロジャー自身はソロ活動には限界を感じ、ブライアンと再びクイーンを始動させることを考えていたのであった。

### クイーン+ポール・ロジャース

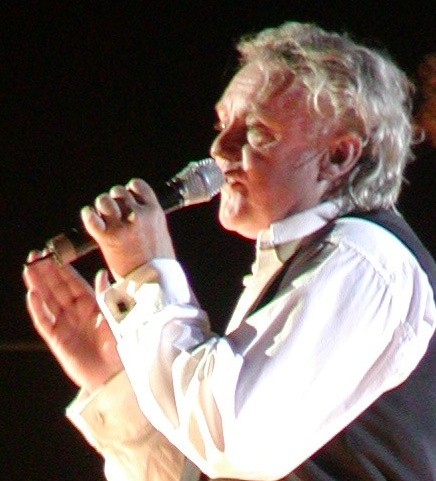
クイーン+ポール・ロジャースの公演でボーカルを務めるロジャー

フレディ死後のロジャーとブライアンは、たびたびチャリティーなど単発のライヴをクイーン名義で行っていたが、フレディのような絶対的なボーカリスト不在により、クイーンとして本格的な活動を再開するには長い間至らなかった。
しかし、2004年にロジャーとブライアンは英国音楽殿堂のの授賞式で共演をきっかけにして、元フリー、バッド・カンパニーのポール・ロジャースと「クイーン+ポール・ロジャース」名義でのツアーを行うことを発表した。フレディは当然不在、ジョンも参加せずにロジャーとブライアンの二人でクイーンを名乗ることへの賛否両論がある中で、ヨーロッパ・ツアーのチケットは全てソールド・アウトと大成功を収め、待望の来日公演や24年ぶりの全米ツアーも成功させた。この中で、ロジャーはクイーンとしては最新曲である自作の「セイ・イッツ・ノット・トゥルー」を披露している（この曲はネルソン・マンデラのエイズ撲滅運動である46664のために書かれた曲であり、後に『ザ・コスモス・ロックス』にも収録された）。全米ツアー終了後「クイーン+ポール・ロジャース」としての活動はしばらく白紙であったが、ロジャーとブライアンはポール・ロジャースとアルバム制作をしたいと常々希望を述べており、2006年10月にスタジオ入りすることが正式にブライアンのホームページで発表された。
そして、2008年にクイーン+ポール・ロジャースとして初のアルバム、『ザ・コスモス・ロックス』を発表した。しかし、このユニットは2009年をもって活動を終了することが、ポール・ロジャースから発表された。

### 近年
2009年には、フー・ファイターズのドラマーであるテイラー・ホーキンスと2010年にツアーを行う計画を立てていることを発表する一方で、ソロとしての新曲「The Unblinking Eye (Everything Is Broken)」を配信限定で発売している。
2014年にはBAND AID30にシンガー・ドラマーとして参加した。

## エピソード
- クイーン初期の頃、ロジャーは特にフレディと仲が良く、2人で同居しながらケンジントン・マーケットで古着を売って生計を立てていた。
- 車が趣味であり、空港での待ち時間に暇でラジコンを出して遊んだことがある。自身の代表曲である、『オペラ座の夜』に収録された「アイム・イン・ラヴ・ウィズ・マイ・カー」という曲は、当時のサウンドエンジニアが「彼女とすごすよりも自分の車をいじる方が好き」という車好きだったので、その彼について歌った楽曲である。ロジャー自身も速い車が好きだが、自分のことを指している訳ではない。
- 長いドラムソロが嫌いだと公言しており「ソロの途中で観客がホットドッグを買いに行った日にもうドラムソロはしたくないと思った」と語っている。
- 2006年には息子のフェリックスと「フェリックス & アーティ」という覆面ユニットを結成し、「Woman You're So Beautiful (but still a pain in the ass)」というレゲエ調の曲をMySpace上で公開している。この曲はロジャーが作詞・作曲・ドラムス・コーラスを担当し、息子のフェリックスがボーカルを担当している。クイーンの公式ホームページと海外のiTunes Storeで発売された。
- 1994年にX JAPANのYOSHIKIたっての希望でコラボレーションが実現し、「Foreign Sand」という曲を出した。このときロジャーは作詞とボーカルを担当。 1994年に奈良東大寺で行われた『THE GREAT MUSIC EXPERIENCE '94 〜21世紀への音楽遺産をめざして〜 AONIYOSHI』ではこの曲をライヴで披露した。

## ディスコグラフィ

### オリジナル・アルバム
1. ファン・イン・スペース - Fun In Space (1981年)
  - 全英18位、全米121位。
2. ストレンジ・フロンティアー - Strange Frontier (1984年)
  - 全英30位。旧邦題は『ロックン・ロール・フロンティア』。
3. ハピネス? - Happiness? (1994年)
  - 全英22位
4. エレクトリック・ファイアー - Electric Fire (1998年)
  - 全英53位
5. ファン・オン・アース〜地上の愉楽 - Fun on Earth (2013年)
  - 全英69位
6. アウトサイダー - Outsider (2021年)

### コンピレーション・アルバム
1. ソロ・シングルス1 - Solo Singles 1 (2013年)
2. ソロ・シングルス2 - Solo Singles 2 (2013年)
3. ベスト - Best (2014年)

### ボックスセット
1. ザ・ロット - The Lot (2013年)

### シングル
1. アイ・ワナ・テスティファイ - I Wanna Testify (1977年)
2. フューチャー・マネジメント - Future Management (1981年)
  - 全英49位
3. マイ・カントリー - My Country (1981年)
4. レッツ・ゲット・クレイジー -  Let's Get Crazy (1981年)
5. ストレンジ・フロンティア - Strange Frontier (1984年)
6. 炎のロック・スピリット - Man On Fire (1984年)
  - 日本ヘラルド映画配給『ザ・ライダー』のテーマ
7. ストレンジ・フロンティアー - Man On Fire (1984年)
8. ハピネス -  Happiness (1994年)
  - ポルトガル限定。
9. ナチス1994 - Nazis 1994 (1994年)
  - 全英22位
10. フォーリン・サンド - Foreign Sand (1994年)
  - 全英26位。X JAPANのYOSHIKIとのコラボレーション曲。
11. ハピネス -  Happiness (1994年)
  - 全英32位
12. プレッシャー・オン - Pressure On (1998年)
  - 全英45位
13. サレンダー - Surrender (1999年)
14. ザ・アンブリンキング・アイ - The Unblinking Eye (Everything is Broken) (2009年)
15. ディアー・Mr マードック - Dear Mr Murdoch 2011 (2011年)
16. サニー・デイ - Sunny Day (promo) (2013年)
17. ジャーニーズ・エンド - Journey's End (2017年)
18. ギャングスター・アー ランニング・ディス・ワールド - Gangsters Are Running This World (2019年)

## ドラムキット
ロジャーは、ほとんどのライヴでLudwigのドラムセットを使用している。
レコーディング時は曲によってドラムの種類、サイズ、ヘッドを変えることが普通で、ライブと同じキットでレコーディングを行うことはほとんどない。Ludwig,Gretchのどちらかを使用、Made In HeavenではSleishmanを数曲使用とのこと。
このセット内容は2005年に、日本でライヴをやったときのもので、色はナチュラルメイプルである。
- バスドラム：26"×18"(バスドラムのみ Sleishman) フロントヘッド/スムースホワイト　打面/パワーストローク3　フェルトミュート
- ハイタムタム：10"×9"　ボトムヘッド/クリアーアンバサダー　打面/コーテッドエンペラー
- ロータムタム：13"×12"　ボトムヘッド/クリアーアンバサダー　打面/コーテッドエンペラー
- フロアータム：16"×16"　ボトムヘッド/クリアーアンバサダー　打面/クリアーエンペラー
- フロアータム：18"×16"　ボトムヘッド/クリアーアンバサダー　打面/クリアーエンペラー
- スネア（ナチュラルメイプル色）：14"×6.5" LS-403 or WFL synphonic (8 tention, mini classic lug)

スネアスナッピーはGretchの42本仕様。 John Bonhamとおなじである。
- レモ（英語版）ロートタム：10",12",14"　（ブラックスポーク仕様）　ヘッド/CS（ライブビデオで見る限りコーテッドをはっていることも多い。）　10"と12"を同じホルダーに、14"のみ独立して配置。
- シンバル:シンバルのセットはすべてZildjianを使用。
  - 15"A New Beat Hi-Hats
  - 19"K Dark Crash Medium Thin
  - 20"K Crash/Ride
  - 22"A Medium Ride
  - 24"K Light Ride
  - 22"Oriental China Trash
- ドラムスティック:VIC FIRTH American Classic 5B。
- バスペダル:DW9002のツインペダル。
- ビーターは両方ともDammarのスクエアフェルト。

年代別キット詳細は省略。
最近のQ+PRツアーでは初めてDWのドラムキットを使っている。 特にバスドラムはエクステンションが付いたタイプを使用（グリーンスパークル、ナチュラルメイプル、浅胴タム×3個）。ハードウエア類もすべてDW製。Roto Tomは12"&14"で、クロームスポーク仕様を使用。